# Caterina Parr
Caterina Parr (Blackfriars, Agosto 1512 – Castello di Sudeley, 5 settembre 1548) fu regina consorte d'Inghilterra e Irlanda, dal 1543 al 1547, come sesta e ultima moglie di Enrico VIII Tudor.

## Biografia

### Famiglia e primi matrimoni
Caterina nacque nell'Agosto del 1512  da Sir Thomas Parr di Kendal (Westmoreland), di famiglia nobile originaria del Nord dell'Inghilterra, e da sua moglie Maud Green, che era stata fra le dame di compagnia della regina Caterina d'Aragona. Il luogo di nascita è incerto; potrebbe essere stato il castello di Kendal oppure il quartiere di Blackfriars a Londra.
Aveva un fratello, William, nato nel 1513, che sarebbe divenuto barone di Kendal e poi primo marchese di Northampton, e una sorella, Anne, nata nel 1514, che fu moglie di William Herbert, I conte di Pembroke. Nel 1517 il padre Thomas morì e la madre vedova rinunciò a risposarsi, ma si preoccupò di trovare buone sistemazioni matrimoniali ai figli. Questo le riuscì soprattutto per William, che nel 1527 sposò Anne Bourchier, erede del conte di Essex. Nel 1529 Caterina sposò Edward Burgh, nipote dell'omonimo II barone Burgh, e si trasferì presso la sua famiglia nel Lincolnshire.
Due anni dopo la madre di Caterina morì, e l'anno dopo anche il marito Edward, di salute debole. L'anno successivo Caterina sposò John Neville, III Barone Latimer, che aveva circa vent'anni più di lei e viveva a Snape Castle, nello Yorkshire. Lord Latimer fu coinvolto, pare con la forza, nel "Pellegrinaggio di Grazia", rivolta religiosa scoppiata nell'Inghilterra settentrionale alla fine del 1536, ma riuscì poi a discolparsi dall'accusa di tradimento. Nel corso della rivolta Lord Latimer e, successivamente, Caterina e i due figliastri furono presi in ostaggio dai ribelli.
Questi drammatici eventi minarono la salute di Latimer, che morì nel 1542, lasciando Caterina vedova per la seconda volta, con una ricca eredità. Frattanto Caterina, nei suoi soggiorni a Londra, aveva cominciato a frequentare la corte, e aveva intrecciato una relazione con Thomas Seymour, fratello della defunta regina Jane Seymour; ma re Enrico VIII (che cercava una nuova moglie, dopo l'esecuzione di Caterina Howard) si interessò a lei, e Caterina fu obbligata ad accettare la proposta di matrimonio che le fece.

### Regina d'Inghilterra
Caterina sposò Enrico il 12 luglio 1543 nel palazzo di Hampton Court. Una volta regina, ella si adoperò per favorire la riconciliazione di Enrico con le due figlie Maria ed Elisabetta, che aveva avuto dai due primi matrimoni, e che sarebbero in seguito divenute entrambe regine d'Inghilterra. Fu anche in buoni rapporti con il principe Edoardo, il figliastro erede al trono, con cui intrecciò un'affettuosa corrispondenza in latino, lingua che Caterina aveva appreso da autodidatta. Per tre mesi, dal luglio al settembre 1544, Caterina svolse le funzioni di reggente mentre Enrico si trovava in Francia per la sua ultima spedizione militare. 
Poiché suo zio era stato nominato membro del consiglio di reggenza e grazie al favore degli altri consiglieri Thomas Cranmer ed Edward Seymour, Caterina ottenne il controllo effettivo del governo; provvide al finanziamento e al rifornimento delle truppe inglesi in Francia, firmò cinque proclami reali e mantenne costanti contatti con il suo luogotenente nelle regioni settentrionali, George Talbot, IV conte di Shrewsbury, che sorvegliava le regioni di confine con la Scozia. È possibile che il suo comportamento in qualità di reggente, con la forza di carattere e la dignità che mostrò e, in seguito, il suo orientamento religioso, influenzassero la figliastra Elisabetta (la futura regina Elisabetta I).
Caterina amava la danza, la musica e la pittura, e gli abiti eleganti, ma aveva anche ambizioni intellettuali notevoli, e cercò di migliorare la propria istruzione studiando il latino e il greco; si interessò anche dell'educazione dei figliastri Elisabetta (che prese con sé nel 1546) ed Edoardo. Non è semplice descrivere le opinioni religiose di Caterina. Essendo nata prima della riforma protestante fu certamente allevata come cattolica, ma da adulta si interessò alla «nuova fede». Tra i membri del suo seguito prevalevano le simpatie per la riforma, e in alcune occasioni Caterina intervenne a favore di esponenti riformatori.
L'interesse di Caterina per la religione si manifestò anche in alcune opere devozionali che scrisse in questo periodo, come Prayers and Meditations, stampata nel 1545, che ebbe ampia diffusione, e The Lamentation of a Sinner, che tuttavia fu pubblicata solo dopo la morte di Enrico, verso la fine del 1547, a causa della sua chiara inclinazione protestante. Caterina commissionò anche una traduzione delle Parafrasi di Erasmo da Rotterdam, che potrebbe suggerire una simpatia per le posizioni religiose di Erasmo, fermamente cattolico, ma critico degli abusi e dei difetti della Chiesa.
L'atteggiamento favorevole verso la riforma che Caterina mostrava la rese sospetta agli occhi di alcuni esponenti cattolici, come il vescovo Stephen Gardiner e il cancelliere Thomas Wriothesley, che nel 1546 (periodo in cui si accentuò la repressione verso i dissidenti religiosi) tentarono di metterla in cattiva luce presso il re. Questi si era deciso ad autorizzarne l'arresto, ma Caterina, avvertita della manovra in corso contro di lei, riuscì a riconciliarsi con il re sostenendo che aveva discusso di religione con lui soltanto per distrarlo dalle sofferenze causategli dall'ulcera che aveva colpito la sua gamba, e sottomettendosi alla sua volontà.

### Il quarto matrimonio e la morte
Dopo la morte di Enrico, avvenuta il 28 gennaio 1547, Caterina poté finalmente sposarsi con l'uomo che amava, Thomas Seymour (divenuto nel frattempo Barone di Sudeley e Lord Ammiraglio). Il matrimonio fu celebrato in segreto, probabilmente nel maggio del 1547, in parte perché appariva sconveniente che Caterina si risposasse a così breve distanza di tempo dalla morte del sovrano, e in parte per prevenire l'ostilità del cognato Edward Seymour (ora lord Protettore ed effettivo governante del regno).
Ma la felicità di Caterina non durò. Nacque una rivalità tra lei e la moglie di Edward, l'imperiosa Anne Stanhope. Poi Thomas fu accusato di essersi preso delle libertà con la principessa Elisabetta, che viveva allora nella loro casa, e di aver progettato di sposarla. Per proteggerne la reputazione, Caterina fu costretta ad allontanare Elisabetta. Inaspettatamente (poiché dai primi tre matrimoni non aveva avuto figli) Caterina rimase incinta all'età di circa 35 anni. Morì di febbre puerperale il 5 settembre 1548 nel castello di Sudeley, dove fu sepolta, dopo aver dato alla luce la sua unica figlia Mary, nata il 30 agosto.
Suo marito venne giustiziato nel marzo del 1549, e Mary fu affidata alle cure di Catherine Willoughby, duchessa di Suffolk e amica di Caterina. Nel gennaio 1550 il parlamento restituì a Mary le sue proprietà, alleviando i costi del suo mantenimento che gravavano sulla duchessa, ed è ricordato il suo secondo compleanno. Dopo l'agosto del 1550 non vi sono più notizie su di lei, ma è molto probabile che sia morta in tenera età (verso i 3-4 anni). Probabile è che ad ottobre di quell'anno morì la madre di Thomas, unica nonna che Mary avesse conosciuto.

### Sepoltura
Nel 1782, 234 anni dopo la sua morte, la tomba di Caterina fu riscoperta nelle rovine del castello di Sudeley; lo scopritore, John Locust, riferì che il cadavere era in ottime condizioni. Dieci anni dopo fu gravemente danneggiata, e alla terza riapertura, 25 anni dopo (nel 1817), non rimaneva che uno scheletro. I resti furono spostati nella tomba di Lord Chandos, la cui famiglia era allora proprietaria del castello. In seguito la cappella fu ricostruita da Sir John Scott e vi fu eretto un altare dedicato a Caterina.

## Cultura popolare
Caterina comparve per la prima volta come personaggio di un film nel 1933, nel capolavoro di Alexander Korda Le sei mogli di Enrico VIII (The Private Life of Henry VIII). Charles Laughton interpretava il re, con Evelyn Gregg nel ruolo di Caterina. Nel 1952 una versione romanzata della passione di Thomas Seymour per Elisabetta I vide Stewart Granger come Seymour, Jean Simmons nei panni della giovane Elisabetta e Deborah Kerr in quelli di Caterina, nel popolare La regina vergine (Young Bess) di George Sidney.
Nel 1970, nella sesta e ultima parte della serie Le sei mogli di Enrico VIII prodotta dalla BBC, Caterina fu interpretata da Rosalie Crutchley, che si confrontava con l'Enrico di Keith Michell. Questa versione faceva risaltare le qualità intellettuali e la religiosità di Caterina. Rosalie Cructhley riebbe il ruolo di Caterina nella prima parte di una successiva serie sulla vita di Elisabetta I, intitolata Elisabetta Regina (1971), in cui Elisabetta era interpretata da Glenda Jackson. Nel 1972 Barbara Leigh-Hunt fu una Caterina matronale in Tutte le donne del re (Henry VIII and his Six Wives) di Waris Hussein, in cui Enrico era nuovamente impersonato da Keith Mitchell.
Nel 2000 Jennifer Wigmore interpretò Caterina Parr in Elizabeth: Red Rose of the House of Tudor, una fiction televisiva per ragazzi realizzata negli Stati Uniti. L'anno successivo Charlotte Lintott fu Caterina nella serie di documentari di David Starkey sulle mogli di Enrico VIII. Nell'ottobre 2003, in una serie televisiva della Independent Television (ITV) su Enrico VIII, Caterina fu interpretata da Clare Holman. La parte non era di grande rilievo, poiché la serie si concentrava soprattutto sulle vicende di Jane Seymour e Caterina Howard. 
In The Tudors, fortunata serie della Showtime, Caterina Parr è interpretata da Joely Richardson. Nel 2022 viene trasmessa la serie anglo-americana Becoming Elizabeth dove Caterina è interpretata dall'attrice britannica Jessica Raine.
Il film L'ultima regina - Firebrand, del 2024, si incentra sulla figura di Caterina. Per la regia di Karim Aïnouz, è Alicia Vikander a vestire i panni della regina consorte, mentre il ruolo del sovrano è affidato a Jude Law.

## Storiografia
È diffusa l'idea che Caterina facesse più da infermiera che da moglie per Enrico VIII. Quest'idea si formò nel XIX secolo, prodotta dalle opere della storica vittoriana Agnes Strickland. Essa è stata messa in discussione da David Starkey nel suo libro The Six Wives: The Queens of Henry VIII, che sottolinea come una tale situazione sarebbe stata considerata abnorme in epoca Tudor, dato che il re aveva alle sue dipendenze parecchi medici sempre disponibili, e Caterina doveva mantenere il comportamento altamente dignitoso che il suo ruolo di regina le imponeva.
Le qualità che Caterina dimostrò, come il buon senso, la rettitudine morale, l'appassionato impegno religioso, il forte senso di lealtà e devozione, le hanno guadagnato molti estimatori tra gli storici. Tra essi si possono ricordare David Starkey, l'attivista femminista Karen Lindsey, Antonia Fraser, Alison Weir, Carolly Erickson, e Alison Plowden.

## Ascendenza
|                                       |                  |                                   | Genitori                                 |  |  | Nonni |  |  | Bisnonni    |  |  | Trisnonni |  |
|                                       |                  |                                   |                                          |  |  |       |  |  | Thomas Parr |  |  | John Parr |  |
|                                       |                  |                                   |                                          |  |  |       |  |  | Thomas Parr |  |  | John Parr |  |
|                                       |                  | Agnes Crophull                    |                                          |  |  |       |  |  | Thomas Parr |  |  |           |  |
| William Parr, I barone Parr di Kendal |                  |                                   |                                          |  |  |       |  |  | Thomas Parr |  |  |           |  |
|                                       |                  | Alice Tunstall                    | Sir Thomas di Tunstall                   |  |  |       |  |  |             |  |  |           |  |
|                                       |                  | Alice Tunstall                    | Sir Thomas di Tunstall                   |  |  |       |  |  |             |  |  |           |  |
|                                       |                  | Alice Tunstall                    | Isabel Harrington                        |  |  |       |  |  |             |  |  |           |  |
| Sir Thomas Parr                       |                  | Alice Tunstall                    |                                          |  |  |       |  |  |             |  |  |           |  |
|                                       |                  | Henry FitzHugh, V barone FitzHugh | Henry FitzHugh, IV barone FitzHugh       |  |  |       |  |  |             |  |  |           |  |
|                                       |                  | Henry FitzHugh, V barone FitzHugh | Henry FitzHugh, IV barone FitzHugh       |  |  |       |  |  |             |  |  |           |  |
|                                       |                  | Henry FitzHugh, V barone FitzHugh | Marjory Willoughby                       |  |  |       |  |  |             |  |  |           |  |
| Elizabeth FitzHugh                    |                  | Henry FitzHugh, V barone FitzHugh |                                          |  |  |       |  |  |             |  |  |           |  |
|                                       |                  | Alice Neville                     | Richard Neville, V conte di Salisbury    |  |  |       |  |  |             |  |  |           |  |
|                                       |                  | Alice Neville                     | Richard Neville, V conte di Salisbury    |  |  |       |  |  |             |  |  |           |  |
|                                       |                  | Alice Neville                     | Alice Montacute, V contessa di Salisbury |  |  |       |  |  |             |  |  |           |  |
| Caterina Parr                         |                  | Alice Neville                     |                                          |  |  |       |  |  |             |  |  |           |  |
|                                       | Sir Thomas Green | Sir Thomas Green                  |                                          |  |  |       |  |  |             |  |  |           |  |
|                                       | Sir Thomas Green | Sir Thomas Green                  |                                          |  |  |       |  |  |             |  |  |           |  |
|                                       | Sir Thomas Green | Philippa de Ferrers               |                                          |  |  |       |  |  |             |  |  |           |  |
| Sir Thomas Green                      | Sir Thomas Green |                                   |                                          |  |  |       |  |  |             |  |  |           |  |
|                                       |                  | Matilda Throckmorton              | Sir John Throckmorton                    |  |  |       |  |  |             |  |  |           |  |
|                                       |                  | Matilda Throckmorton              | Sir John Throckmorton                    |  |  |       |  |  |             |  |  |           |  |
|                                       |                  | Matilda Throckmorton              | Alianore de la Spine                     |  |  |       |  |  |             |  |  |           |  |
| Maud Green                            |                  | Matilda Throckmorton              |                                          |  |  |       |  |  |             |  |  |           |  |
|                                       |                  | John Fogge                        | Sir William Fogge                        |  |  |       |  |  |             |  |  |           |  |
|                                       |                  | John Fogge                        | Sir William Fogge                        |  |  |       |  |  |             |  |  |           |  |
|                                       |                  | John Fogge                        | …                                        |  |  |       |  |  |             |  |  |           |  |
| Joan Fogge                            |                  | John Fogge                        |                                          |  |  |       |  |  |             |  |  |           |  |
|                                       |                  | Alice Haute                       | Sir William Haute                        |  |  |       |  |  |             |  |  |           |  |
|                                       |                  | Alice Haute                       | Sir William Haute                        |  |  |       |  |  |             |  |  |           |  |
|                                       |                  | Alice Haute                       | Joan Woodville                           |  |  |       |  |  |             |  |  |           |  |
|                                       |                  | Alice Haute                       |                                          |  |  |       |  |  |             |  |  |           |  |